# Tus Juegos
Tus Juegos è un singolo di Brenda Asnicar, uscito il 23 novembre 2011, ed è disponibile solo tramite download digitale.

## Brano
Il testo esprime la frustrazione e la ribellione verso il fidanzato, stanca dei suoi giochi.